# Мандельсон, Питер
Пи́тер Бе́нджамин Ма́ндельсон, баро́н Ма́ндельсон PC (англ. Peter Benjamin Mandelson, Baron Mandelson; род. 21 октября 1953, Лондон) — влиятельный британский политик из Лейбористской партии, бывший европейский комиссар по торговле.

## Биография
Родился в Лондоне в еврейской семье работника газеты «The Jewish Chronicle». Учился в Оксфордском университете, где изучал политологию, философию и экономику. В конце 1970-х Мандельсон на некоторое время стал председателем Британского совета молодёжи. В 1980-е Мандельсон работал в различных частных компаниях, а с 1985 года стал директором отдела по связям с общественностью Лейбористской партии. На выборах 1992 года был избран в Палату общин и вошёл в теневое правительство, где сблизился с Тони Блэром и Гордоном Брауном.

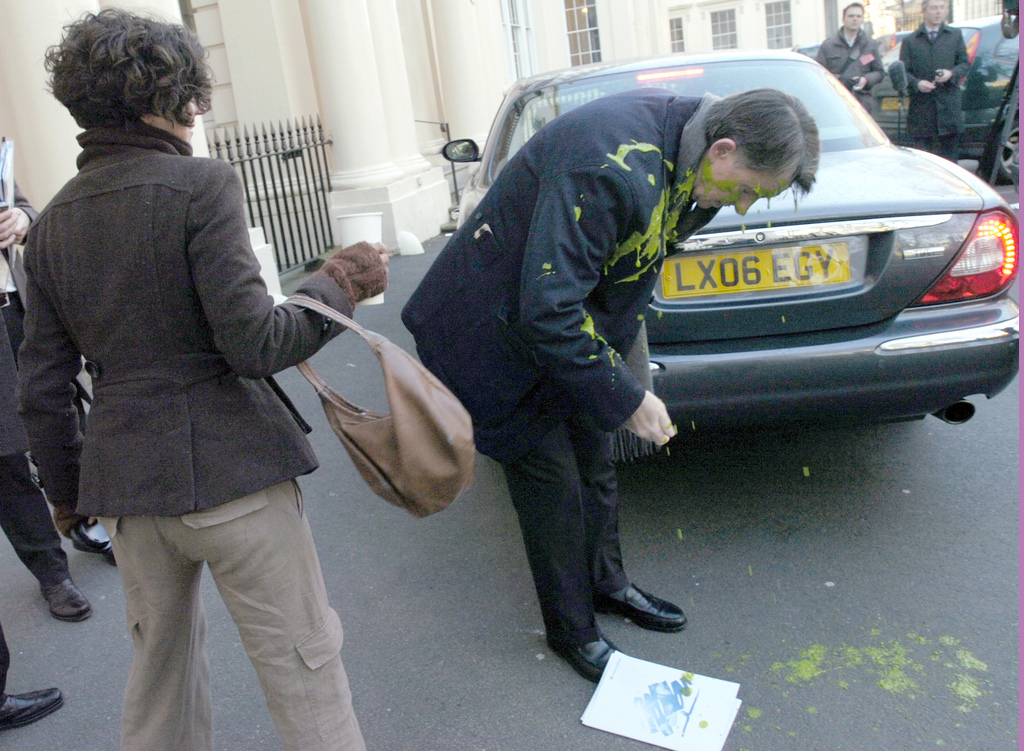
Активистка движения зелёных обливает Мандельсона в знак протеста против расширения аэропорта Хитроу

После победы лейбористов на выборах 1997 года Мандельсон вошёл в кабинет министров в качестве министра без портфеля, а 27 июля 1998 года он был назначен министром торговли и промышленности. Однако уже в декабре 1998 года Мандельсон был вынужден покинуть свой пост из-за скандала, связанного с получением беспроцентного кредита на 337 000 фунтов от миллионера Джеффри Робинсона на покупку жилья в Ноттинг-хилле. 11 октября 1999 года (через полтора года после подписания Соглашения Страстной Пятницы) Мандельсон был назначен министром по делам Северной Ирландии вместо Мо Молам. В 2001 году Мандельсон был вынужден вновь покинуть политику из-за очередного скандала, на сей раз связанного с предоставлением гражданства индийскому бизнесмену, чья деятельность была связана с одним из курируемых Мандельсоном проектов — строительством Millennium Dome.
В 2004 году Мандельсон был выдвинут на пост европейского комиссара по внешней торговле, став представителем Великобритании в новом составе Еврокомиссии во главе с Жозе Мануэлом Баррозу. Эту должность он занимал до 2008 года, когда вокруг него разразился связанный со встречами еврокомиссара с Олегом Дерипаской скандал, который в журналистской среде был окрещён «Яхтгейтом». После этого Мандельсон оставил свой пост в пользу Кэтрин Эштон, а сам вернулся в Лондон, где 3 октября был назначен министром по делам бизнеса. 5 июля 2009 года в результате кадровых перестановок Мандельсон занял пост министра по делам бизнеса и инноваций, параллельно став Первым министром и Лордом-председателем Тайного совета.
В феврале 2010 года Мандельсон высказал предположение о том, что Великобритания в неопределённом будущем всё же присоединится к еврозоне.
В марте 2015 года Питер Мандельсон принял участие в создании программы модернизации Украины, которая разрабатывалась под руководством ряда европейских дипломатов, политиков и экспертов, имеющих опыт проведения экономических, политических и конституционных реформ, и стал членом Агентства модернизации Украины. В Агентстве Мендельсон возглавил направление торговли. Агентство модернизации разрабатывало план реформ для Украины в течение 200 дней, и заявило о своих планах представить комплексный мастер-план восстановления экономики и план модернизации Украины уже в сентябре 2015 года. Некоторые политические деятели, например, президент Франции Франсуа Олланд, прочили Агентству модернизации Украины статус «Плана Маршала нашего времени».
В феврале 2025 года назначен послом Великобритании в США.